# Chamaebuxus vayredae
Chamaebuxus vayredae és una espècie de planta amb flors del gènere Chamaebuxus dins la família de les poligalàcies (Polygalaceae). És una planta endèmica de Catalunya, d'una petita zona de la Garrotxa.
El seu hàbitat és: boscos humits, prats humits, pastures camèfites mesòfiles, talussos rocosos.

## Taxonomia
La primera descripció d'aquest tàxon la va fer el botànic català d'orígen valencià Antoni Cebrià Costa i Cuxart (1817-1886), amb el nom de Polygala vayredae, l'any 1877 a l'obra Supplemento al Catalogo Razonado de Plantas Fanerogamas de Cataluña, situant-la dins la secció Chamaebuxus de gènere Polygala. L'ubicació i el nom actual són deguts al botànic alemany Heinrich Moritz Willkomm (1821-1895) al primer volum de l'obra Illustrationes Florae Hispaniae Insularumque Balearium. Figures de plantes nouvelles ou rares décrites dans le Prodromus florae Hispanicae ou récemment découvertes en Espagne et aux iles Baléares, accompagnées d'observations critiques et historiques de l'any 1881.